# Llista d'asteroides/97101–97200
| Nom     | Designació provisional | Data de descobriment | Lloc de descobriment | Descobridor/s               |
| ------- | ---------------------- | -------------------- | -------------------- | --------------------------- |
| 97101 - | 1999 VU67              | 4 de novembre, 1999  | Socorro              | LINEAR                      |
| 97102 - | 1999 VY69              | 4 de novembre, 1999  | Socorro              | LINEAR                      |
| 97103 - | 1999 VB70              | 4 de novembre, 1999  | Socorro              | LINEAR                      |
| 97104 - | 1999 VM71              | 4 de novembre, 1999  | Socorro              | LINEAR                      |
| 97105 - | 1999 VP71              | 4 de novembre, 1999  | Socorro              | LINEAR                      |
| 97106 - | 1999 VU71              | 4 de novembre, 1999  | Socorro              | LINEAR                      |
| 97107 - | 1999 VC74              | 4 de novembre, 1999  | Kitt Peak            | Spacewatch                  |
| 97108 - | 1999 VM78              | 4 de novembre, 1999  | Socorro              | LINEAR                      |
| 97109 - | 1999 VD79              | 4 de novembre, 1999  | Socorro              | LINEAR                      |
| 97110 - | 1999 VB82              | 5 de novembre, 1999  | Socorro              | LINEAR                      |
| 97111 - | 1999 VJ83              | 1 de novembre, 1999  | Kitt Peak            | Spacewatch                  |
| 97112 - | 1999 VW83              | 3 de novembre, 1999  | Kitt Peak            | Spacewatch                  |
| 97113 - | 1999 VM86              | 5 de novembre, 1999  | Socorro              | LINEAR                      |
| 97114 - | 1999 VK87              | 4 de novembre, 1999  | Socorro              | LINEAR                      |
| 97115 - | 1999 VG90              | 5 de novembre, 1999  | Socorro              | LINEAR                      |
| 97116 - | 1999 VJ90              | 5 de novembre, 1999  | Socorro              | LINEAR                      |
| 97117 - | 1999 VJ94              | 9 de novembre, 1999  | Socorro              | LINEAR                      |
| 97118 - | 1999 VS94              | 9 de novembre, 1999  | Socorro              | LINEAR                      |
| 97119 - | 1999 VT94              | 9 de novembre, 1999  | Socorro              | LINEAR                      |
| 97120 - | 1999 VX94              | 9 de novembre, 1999  | Socorro              | LINEAR                      |
| 97121 - | 1999 VK97              | 9 de novembre, 1999  | Socorro              | LINEAR                      |
| 97122 - | 1999 VM98              | 9 de novembre, 1999  | Socorro              | LINEAR                      |
| 97123 - | 1999 VT98              | 9 de novembre, 1999  | Socorro              | LINEAR                      |
| 97124 - | 1999 VD101             | 9 de novembre, 1999  | Socorro              | LINEAR                      |
| 97125 - | 1999 VG102             | 9 de novembre, 1999  | Socorro              | LINEAR                      |
| 97126 - | 1999 VR105             | 9 de novembre, 1999  | Socorro              | LINEAR                      |
| 97127 - | 1999 VW107             | 9 de novembre, 1999  | Socorro              | LINEAR                      |
| 97128 - | 1999 VH108             | 9 de novembre, 1999  | Socorro              | LINEAR                      |
| 97129 - | 1999 VB110             | 9 de novembre, 1999  | Socorro              | LINEAR                      |
| 97130 - | 1999 VN110             | 9 de novembre, 1999  | Socorro              | LINEAR                      |
| 97131 - | 1999 VV111             | 9 de novembre, 1999  | Socorro              | LINEAR                      |
| 97132 - | 1999 VQ114             | 9 de novembre, 1999  | Catalina             | CSS                         |
| 97133 - | 1999 VF115             | 9 de novembre, 1999  | Catalina             | CSS                         |
| 97134 - | 1999 VG115             | 9 de novembre, 1999  | Catalina             | CSS                         |
| 97135 - | 1999 VJ115             | 9 de novembre, 1999  | Catalina             | CSS                         |
| 97136 - | 1999 VW115             | 4 de novembre, 1999  | Kitt Peak            | Spacewatch                  |
| 97137 - | 1999 VW121             | 4 de novembre, 1999  | Kitt Peak            | Spacewatch                  |
| 97138 - | 1999 VX123             | 5 de novembre, 1999  | Kitt Peak            | Spacewatch                  |
| 97139 - | 1999 VA130             | 11 de novembre, 1999 | Kitt Peak            | Spacewatch                  |
| 97140 - | 1999 VX132             | 10 de novembre, 1999 | Kitt Peak            | Spacewatch                  |
| 97141 - | 1999 VT133             | 10 de novembre, 1999 | Kitt Peak            | Spacewatch                  |
| 97142 - | 1999 VJ141             | 10 de novembre, 1999 | Kitt Peak            | Spacewatch                  |
| 97143 - | 1999 VW142             | 13 de novembre, 1999 | Kitt Peak            | Spacewatch                  |
| 97144 - | 1999 VM143             | 14 de novembre, 1999 | Socorro              | LINEAR                      |
| 97145 - | 1999 VX144             | 13 de novembre, 1999 | Catalina             | CSS                         |
| 97146 - | 1999 VR147             | 14 de novembre, 1999 | Socorro              | LINEAR                      |
| 97147 - | 1999 VY148             | 14 de novembre, 1999 | Socorro              | LINEAR                      |
| 97148 - | 1999 VY151             | 9 de novembre, 1999  | Kitt Peak            | Spacewatch                  |
| 97149 - | 1999 VM155             | 15 de novembre, 1999 | Kitt Peak            | Spacewatch                  |
| 97150 - | 1999 VW156             | 12 de novembre, 1999 | Socorro              | LINEAR                      |
| 97151 - | 1999 VA159             | 14 de novembre, 1999 | Socorro              | LINEAR                      |
| 97152 - | 1999 VU160             | 14 de novembre, 1999 | Socorro              | LINEAR                      |
| 97153 - | 1999 VR161             | 14 de novembre, 1999 | Socorro              | LINEAR                      |
| 97154 - | 1999 VA162             | 14 de novembre, 1999 | Socorro              | LINEAR                      |
| 97155 - | 1999 VE163             | 14 de novembre, 1999 | Socorro              | LINEAR                      |
| 97156 - | 1999 VT163             | 14 de novembre, 1999 | Socorro              | LINEAR                      |
| 97157 - | 1999 VP165             | 14 de novembre, 1999 | Socorro              | LINEAR                      |
| 97158 - | 1999 VV166             | 14 de novembre, 1999 | Socorro              | LINEAR                      |
| 97159 - | 1999 VP172             | 14 de novembre, 1999 | Socorro              | LINEAR                      |
| 97160 - | 1999 VE182             | 9 de novembre, 1999  | Socorro              | LINEAR                      |
| 97161 - | 1999 VV182             | 9 de novembre, 1999  | Socorro              | LINEAR                      |
| 97162 - | 1999 VW184             | 15 de novembre, 1999 | Socorro              | LINEAR                      |
| 97163 - | 1999 VO186             | 15 de novembre, 1999 | Socorro              | LINEAR                      |
| 97164 - | 1999 VX186             | 15 de novembre, 1999 | Socorro              | LINEAR                      |
| 97165 - | 1999 VG187             | 15 de novembre, 1999 | Socorro              | LINEAR                      |
| 97166 - | 1999 VO187             | 15 de novembre, 1999 | Socorro              | LINEAR                      |
| 97167 - | 1999 VG188             | 15 de novembre, 1999 | Socorro              | LINEAR                      |
| 97168 - | 1999 VO188             | 15 de novembre, 1999 | Socorro              | LINEAR                      |
| 97169 - | 1999 VZ192             | 1 de novembre, 1999  | Anderson Mesa        | LONEOS                      |
| 97170 - | 1999 VP194             | 1 de novembre, 1999  | Catalina             | CSS                         |
| 97171 - | 1999 VE195             | 3 de novembre, 1999  | Catalina             | CSS                         |
| 97172 - | 1999 VM195             | 3 de novembre, 1999  | Catalina             | CSS                         |
| 97173 - | 1999 VJ197             | 3 de novembre, 1999  | Anderson Mesa        | LONEOS                      |
| 97174 - | 1999 VL199             | 2 de novembre, 1999  | Catalina             | CSS                         |
| 97175 - | 1999 VT203             | 9 de novembre, 1999  | Anderson Mesa        | LONEOS                      |
| 97176 - | 1999 VV210             | 13 de novembre, 1999 | Catalina             | CSS                         |
| 97177 - | 1999 VG215             | 3 de novembre, 1999  | Socorro              | LINEAR                      |
| 97178 - | 1999 VO216             | 3 de novembre, 1999  | Socorro              | LINEAR                      |
| 97179 - | 1999 VF223             | 5 de novembre, 1999  | Socorro              | LINEAR                      |
| 97180 - | 1999 VH224             | 5 de novembre, 1999  | Socorro              | LINEAR                      |
| 97181 - | 1999 VV228             | 3 de novembre, 1999  | Socorro              | LINEAR                      |
| 97182 - | 1999 WC                | 16 de novembre, 1999 | Sabino Canyon        | J. E. McGaha                |
| 97183 - | 1999 WR1               | 25 de novembre, 1999 | Višnjan Observatory  | K. Korlević                 |
| 97184 - | 1999 WG3               | 19 de novembre, 1999 | Kvistaberg           | Uppsala-DLR Asteroid Survey |
| 97185 - | 1999 WR4               | 28 de novembre, 1999 | Oizumi               | T. Kobayashi                |
| 97186 - | 1999 WP8               | 28 de novembre, 1999 | Gnosca               | S. Sposetti                 |
| 97187 - | 1999 WL10              | 28 de novembre, 1999 | Kitt Peak            | Spacewatch                  |
| 97188 - | 1999 WG12              | 28 de novembre, 1999 | Kitt Peak            | Spacewatch                  |
| 97189 - | 1999 WV12              | 30 de novembre, 1999 | Kitt Peak            | Spacewatch                  |
| 97190 - | 1999 WY14              | 29 de novembre, 1999 | Kitt Peak            | Spacewatch                  |
| 97191 - | 1999 WD16              | 29 de novembre, 1999 | Kitt Peak            | Spacewatch                  |
| 97192 - | 1999 WT16              | 30 de novembre, 1999 | Kitt Peak            | Spacewatch                  |
| 97193 - | 1999 WV16              | 30 de novembre, 1999 | Kitt Peak            | Spacewatch                  |
| 97194 - | 1999 WR20              | 30 de novembre, 1999 | Kitt Peak            | Spacewatch                  |
| 97195 - | 1999 WC26              | 30 de novembre, 1999 | Kitt Peak            | Spacewatch                  |
| 97196 - | 1999 XR1               | 3 de desembre, 1999  | Prescott             | P. G. Comba                 |
| 97197 - | 1999 XB3               | 4 de desembre, 1999  | Catalina             | CSS                         |
| 97198 - | 1999 XJ3               | 4 de desembre, 1999  | Catalina             | CSS                         |
| 97199 - | 1999 XD7               | 4 de desembre, 1999  | Catalina             | CSS                         |
| 97200 - | 1999 XK8               | 3 de desembre, 1999  | Oizumi               | T. Kobayashi                |